# 热依娜
热依娜（1990年9月25日—），中国大陆维吾尔族女歌手、演员、模特。

## 经历
热依娜出生于新疆乌鲁木齐，拥有四分之一俄罗斯血统。2011年，参加第60届环球小姐中国大赛，获得第四名和最佳才艺奖。随后签约模特公司。
2018年，热依娜参加腾讯视频偶像女团竞演养成类真人秀《创造101》。赛后相继出演电影《大汉十三将之血战琉勒城》、《大汉十三将之烽火佳人》。2019年，发表首支个人单曲《Mr dying alone》，参加陌陌直播体育竞技真人秀《燃烧吧！少女》，获得第四届金网电影盛典“最佳女配角”提名。
2021年3月，发表藏头歌曲《爱你》，以回應陳芳語的新歌《Kow Tow》。